# Trophée Yanick-Dupré
Le trophée Yanick-Dupré, baptisé ainsi à la mémoire de Yanick Dupré, jeune joueur mort d'une leucémie à l'âge de 24 ans, est attribué annuellement au joueur de la Ligue américaine de hockey qui s'est le plus impliqué dans sa communauté.
Le trophée a été remis pour la première fois en 1998.

## Liste des vainqueurs
| Saison    | Joueur                 | Équipe                            |
| --------- | ---------------------- | --------------------------------- |
| 1997-1998 | John Jakopin           | Beast de New Haven                |
| 1998-1999 | Brent Thompson         | Wolf Pack de Hartford             |
| 1999-2000 | Mike Minard            | Bulldogs de Hamilton              |
| 2000-2001 | Mike Minard            | Maple Leafs de Saint-Jean         |
| 2001-2002 | Travis Roche           | Aeros de Houston                  |
| 2002-2003 | Jimmy Roy              | Moose du Manitoba                 |
| 2003-2004 | Kurtis Foster          | Wolves de Chicago                 |
| 2004-2005 | Duncan Milroy          | Bulldogs de Hamilton              |
| 2005-2006 | Mitch Fritz            | Falcons de Springfield            |
| 2006-2007 | Matt Carkner           | Penguins de Wilkes-Barre/Scranton |
| 2007-2008 | Denis Hamel            | Senators de Binghamton            |
| 2008-2009 | Brandon Rogers         | Aeros de Houston                  |
| 2009-2010 | Josh Tordjman          | Rampage de San Antonio            |
| 2010-2011 | Cody Bass              | Senators de Binghamton            |
| 2011-2012 | Nick Petrecki          | Sharks de Worcester               |
| 2012-2013 | Mike Zigomanis         | Marlies de Toronto                |
| 2013-2014 | Eric Neilson           | Crunch de Syracuse                |
| 2014-2015 | Kyle Hagel             | Checkers de Charlotte             |
| 2015-2016 | Ryan Carpenter         | Barracuda de San José             |
| 2016-2017 | A.J. Greer             | Rampage de San Antonio            |
| 2017-2018 | Scooter Vaughan        | Wolves de Chicago                 |
| 2018-2019 | Landon Ferraro         | Wild de l'Iowa                    |
| 2019-2020 | Troy Grosenick         | Admirals de Milwaukee             |
| 2020-2021 | Préparateurs physiques | Les 31 équipes de la LAH          |
| 2021-2022 | Dakota Mermis          | Wild de l'Iowa                    |
| 2022-2023 | Jimmy Oligny           | Moose du Manitoba                 |
| 2023-2024 | Daniel Walcott         | Crunch de Syracuse                |
| 2024-2025 | Curtis McKenzie        | Stars du Texas                    |